# Katie Morag (seriál)
Katie Morag je britský televizní seriál vysílaný od roku 2013, adaptace stejnojmenné knižní série autorky Mairi Hedderwick. Dobrodružné příhody hlavní dětské hrdinky Katie Morag se odehrávají na fiktivním skotském ostrově Struay, kde Katie žije spolu s rodiči, kteří vedou místní obchod a poštu, malým bratříčkem Liamem a sestřičkou Florou Anne. Seriál natočila Scottish Independent Production Company ve spolupráci s Move On Up podle zadání dětského televizního kanálu CBeebies televize BBC. Seriál režíroval Don Coutts.

## Produkce

### Scénář
Scénář vznikl týmovou spoluprací Sergia Casciho, Stuarta Hepburna, Martina McCardieho, Jan Storie a Louisy Wylie. Scenáristé využívali metodu týmového psaní, aby zajistili kontinuitu příběhu, tématu a tónu vyprávění během celého seriálu. Metoda spočívá v přítomnosti všech autorů na všech setkáních a zároveň vytváření detailních osnov příběhu všemi členy týmu zároveň.

### Obsazení
Casting probíhal ve Stornoway na ostrově Lewis v březnu 2013, dále v Glasgow a Edinburghu. Hlavní roli získala na konkurzu ve Stornoway sedmiletá Cherry Campbell z Glasgow, jejíž babička se narodila a dosud žije na ostrově Lewis. Režisér Don Coutts řekl: „Do role drobné rozpustilé Katie Morag jsme hledali někoho energického, vtipného a odvážného. Myslím, že Cherry má všech těchto vlastností na rozdávání!“

### Lokace

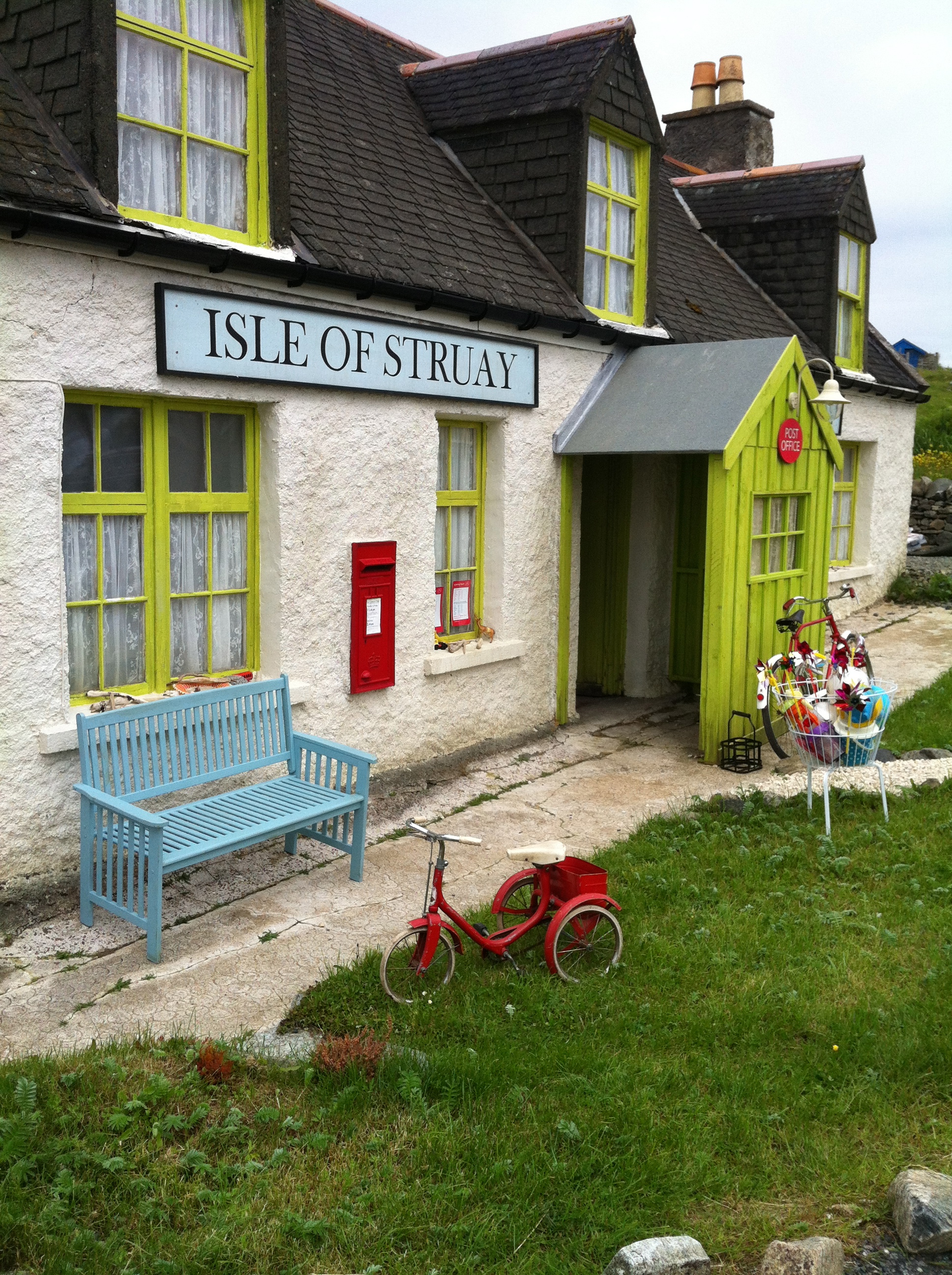
Obchod a pošta Struay z televizního seriálu Katie Morag

Seriál se natáčel na ostrově Lewis na Vnějších Hebridách. Ačkoli fiktivní ostrov Struay byl inspirován ostrovem Coll na Vnitřních Hebridách, producenti zvolili Lewis kvůli potřebné vybavenosti ostrova pro natáčení. Výkonná producentka Lindy Cameron řekla: „Při natáčení pro nás bylo velmi důležité využít vše, co bylo dostupné přímo na Skotské vysočině. Doufáme, že využití již zavedeného vybavení ostrova Lewis bude přínosem nejen pro ostrov, ale celé Hebridy.“ V seriálu se objevily např. obce Tolsta Chaolais (obchod a pošta McCollových); Habost (chalupa babi z ostrova); Laxay (domek strýčka Matthewa a loděnice); Knock (škola).

### Natáčení
První řada seriálu se natáčela od května do srpna 2013 v ateliérech BBC Alba ve Stornoway i v exteriéru. První řadu tvoří 26 dílů o 15 minutách (z toho šest dílů tvoří minisérii pod názvem Grannie Island's Ceilidh) a první díl odvysílala stanice CBeebies 3. listopadu 2013.
Vznik druhé řady seriálu Katie Morag byl oznámen v červnu 2014. Cheryl Taylor z CBBC, řekla: „Je to vůbec poprvé, kdy CBBC a CBeebies společně iniciovaly vznik seriálu a s CBeebies tak úzce spolupracuji velmi ráda. Exkluzivní díly vysílané na CBBC nám umožní rozvíjet komplexnější příběhové linie pro starší diváky CBBC.“
Druhá řada se natáčela opět na Lewisu od 21. července do 13. září 2014. Tvoří ji tři 15minutové epizody, devět 20minutových a jedna půlhodinová epizoda. První díl druhé řady vysílala CBBC 19. prosince 2014.

### Hudba
Soundtrack k seriálu vytvořil skotský hudebník, skladatel a producent Donald Shaw. Soundtrack vyšel ve formátu MP3 1. ledna 2016.

### Dabing
Seriál byl nadabován do skotské gaelštiny pro vysílání na TV stanici BBC Alba. První díl Ceitidh Mòrag byl odvysílán 7. ledna 2014.
Do češtiny seriál nadabovala Česká televize v roce 2016. Byl vysílán na kanálech ČT 2 a ČT :D v rámci dětského pořadu Studio Kamarád.

## Postavy a obsazení
| Postava               | Herec                              | Český dabing      |
| --------------------- | ---------------------------------- | ----------------- |
| Katie Morag McCollová | Cherry Campbell                    | Klára Nováková    |
| babi z ostrova        | Annie Louise Ross                  | Hana Talpová      |
| Isobel McCollová      | Gail Watson                        | Martina Šťastná   |
| Peter McColl          | Kenneth Harvey                     | Dušan Kollár      |
| Liam McColl           | Peter MacMillan a Finlay MacMillan |                   |
| babi z pevniny        | Barbara Rafferty                   | Daniela Bartáková |
| Neilly Beag           | Angus Peter Campbell               | Karel Gult        |
| Matthew McColl        | Jim Sturgeon                       |                   |
| paní Baxterová        | Anna Hepburn                       | Jana Postlerová   |
| děda z ostrova        | Sean Scanlan                       | Karel Richter     |
| pan Mackie            | Steven McNicoll                    |                   |
| paní Mackieová        | Francesca Dymond                   |                   |
| Donald John Cameron   | Greg Hemphill                      |                   |
| Candice Kennedyová    | Kari Corbett                       |                   |
| pan Cavendish         | Cal Macaninch                      |                   |
| paní Cavendishová     | Shauna Macdonald                   |                   |
| strýček Sven          | Findlay Napier                     |                   |
| strýček Sean          | Hamish Napier                      |                   |
| Flora Anne McCollová  | Kaitlyn Anne Woodard               |                   |

## Seznam dílů

### První řada
1. Katie Morag Delivers the Mail
2. Katie Morag and the Two Grandmothers
3. Katie Morag and the Old Teacher
4. Grannie Island's Ceilidh: The Big Smelly Goat
5. Katie Morag and the New Boy
6. Katie Morag and the Halloween Pirate
7. Katie Morag and Izzy
8. Grannie Island's Ceilidh: Stone Soup
9. Katie Morag and the Special Delivery
10. Katie Morag and the Tiresome Ted
11. Katie Morag and the Mysteries
12. Grannie Island's Ceilidh: Little Izzy
13. Katie Morag and the Two Peas
14. Katie Morag and the New Year Party
15. Katie Morag and the Baking Day Secret
16. Katie Morag and the Grumpy Grannie
17. Katie Morag and the Big Boy Cousins
18. Grannie Island's Ceilidh: Granpa's Bowl
19. Katie Morag and the Seals Singing
20. Grannie Island's Ceilidh: Annie Jessie and the Merboy
21. Katie Morag and the Hill Race
22. Grannie Island's Ceilidh: Hugh Handy
23. Katie Morag and the Big Picture
24. Katie Morag and the Brochan Bus
25. Katie Morag and the Wedding - Part 1
26. Katie Morag and the Wedding - Part 2

### Druhá řada
1. Katie Morag and the Golden Treasure
2. Katie Morag and the Family Tree
3. Katie Morag and the Dancing Class
4. Katie Morag and the Sick Sheep
5. Katie Morag and the Carrot Competition
6. Katie Morag and the Big Shinty Match
7. Katie Morag and the Day of Birthdays
8. Katie Morag and the Struay Star
9. Katie Morag and the Road to Grannie Island's
10. Katie Morag and Uncle Matthew's Hut
11. Katie Morag and the Grand Concert
12. Katie Morag and the Big Balloon
13. Katie Morag and the Worst Day Ever

## Přijetí

### Kritika
První řada seriálu byla všeobecně přijata s nadšením. Martin Chilton z The Daily Telegraph napsal: „Seriál je milý a oslavuje soudržnost komunity, podanou velmi přirozeně.“
Helen Rumbelow z The Times napsala: „Zatáhněte závěsy, nalijte si whisky a užijte si jeden z nejrealističtějších dětských hereckých výkonů desetiletí, nejvřelejší babičku, která se kdy na scéně objevila, a nádhernou hebridskou krajinu. Je to téměř, jako byste se ani nedívali na televizi, a přitom se televize nemusíte vzdávat.“

### Ocenění

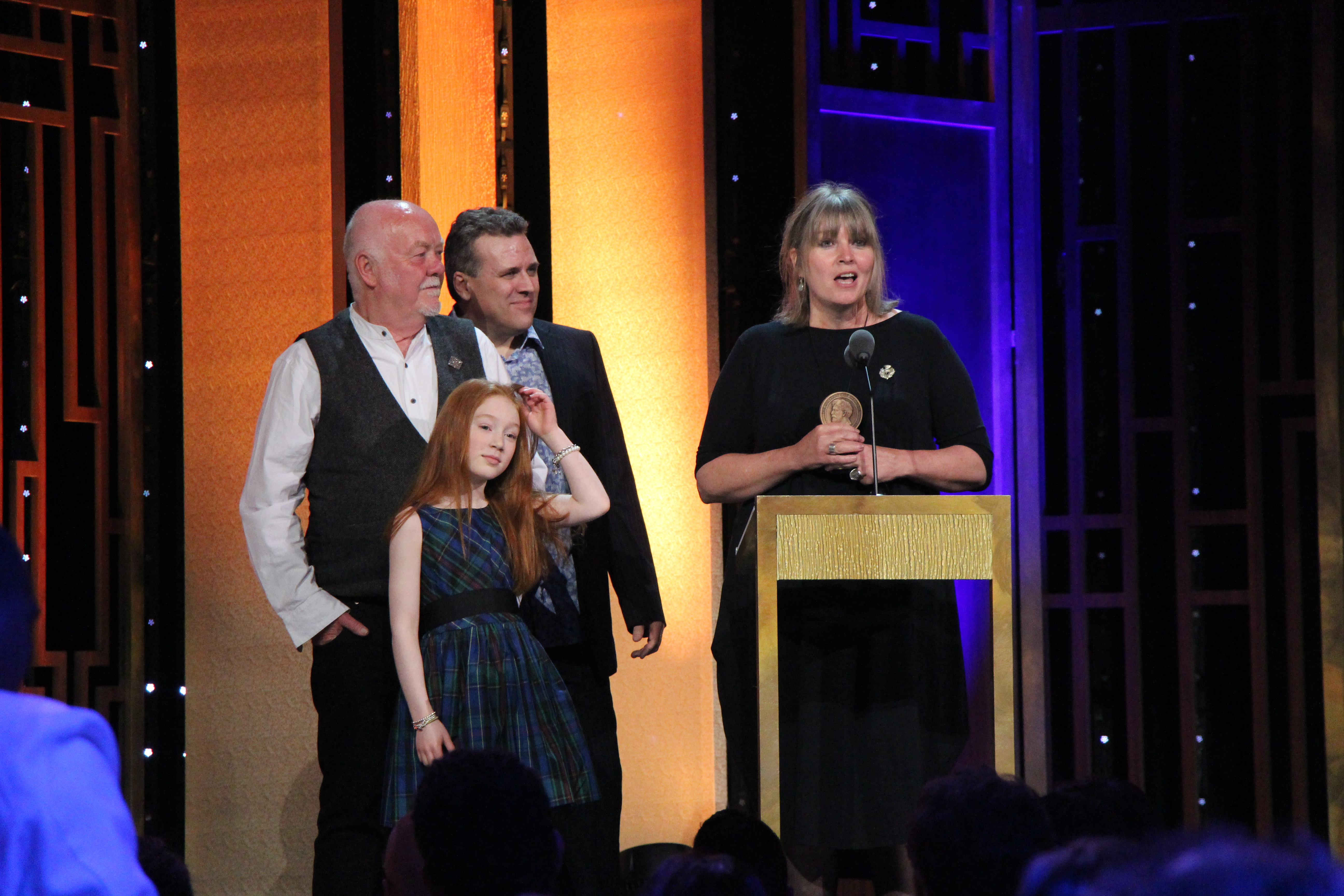
Cherry Campbell, Don Coutts, Sergio Casci a Lindy Cameron na vyhlášení cen 75. ročníku Ceny George Fostera Peabodyho

Seriál Katie Morag získal dvě Dětské ceny Britské akademie v roce 2014: za nejlepší drama a nejlepší herecký výkon pro Cherry Campbell (Katie Morag). Sergio Casci, vedoucí týmu scenáristů, byl také nominován v kategorii Nejlepší scenárista. Svůj úspěch v Dětské ceně Britské akademie z roku 2014 si seriál zopakoval vítězstvím v kategorii Nejlepší drama ještě jednou v roce 2015.
Katie Morag získala cenu za nejlepší pořad pro děti od BAFTA Scotland v roce 2014. Dále získala cenu za nejlepší dětský pořad nebo seriál Freesat Free TV Award v roce 2014. Porota řekla: „Nádherně a autenticky natočeno, tímto počinem se původní televizní stanice posunula blíže k dramatické tvorbě. Nabízí uzavřené příběhy, které působí mile a – což je důležitější – reálně na mladší diváky.“
Dalším oceněním se stala cena za dětskou tvorbu Royal Television Society Scotland udělená během úvodní ceremonie v roce 2014. Porota řekla: „Tento pořad je inovativní a odvážný svou adaptací ikonického původního díla. Jádrem tohoto je výjimečný herecký výkon v hlavní roli.“
Seriál získal první cenu za nejlepší dětský seriál Kidscreen Awards v roce 2015 v Miami.
V dubnu 2016 bylo oznámeno, že seriálu Katie Morag byla udělena prestižní Cena George Fostera Peabodyho. Toto americké ocenění vzniklo ve 40. letech 20. století jako rádiová alternativa Pulitzerovy ceny a od té doby oceňuje díla ze stále se rozšiřující nabídky elektronických médií. Každoročně je uděleno 25 cen dílům vybraným z více než tisícovky přihlášek z celého světa. K udělení ceny je potřeba souhlasu všech šestnácti členů poroty. Při příležitosti oznámení oceněných děl porota o seriálu Katie Morag řekla: „Populární knihy Mairi Hedderwick o odvážené, rozpustilé, ryšavé holčičce (úžasná Cherry Campbell) a komunitě skotského ostrova, kde vyrůstá, jsou v tomto seriálu ztvárněny zcela výjimečně. Katie Morag je nadčasová, možná trochu staromódní, ale nikdy líbivá nebo slepě idylická. Upřímně a půvabně se vyrovnává se smrtí, ztrátou, nepřátelstvím a dalšími vážnými tématy.“ 

## DVD
První řada seriálu vyšla na DVD na podzim 2014. První i druhá řada poté vyšly v sadách DVD v roce 2015.